# Schirmitz
Schirmitz – miejscowość i gmina w Niemczech, w kraju związkowym Bawaria, w rejencji Górny Palatynat, w regionie Oberpfalz-Nord, w powiecie Neustadt an der Waldnaab, siedziba wspólnoty administracyjnej Schirmitz. Leży w Lesie Czeskim, około 8 km na południe od Neustadt an der Waldnaab, koło Weiden in der Oberpfalz.

## Demografia
| Rok  | Liczba mieszk. |
| ---- | -------------- |
| 1970 | 1 721          |
| 1987 | 1 624          |
| 2000 | 2 139          |